# Добра (Муреш)
Добра (рум. Dobra) — село у повіті Муреш в Румунії. Входить до складу комуни Папіу-Іларіан.
Село розташоване на відстані 278 км на північний захід від Бухареста, 25 км на захід від Тиргу-Муреша, 53 км на південний схід від Клуж-Напоки, 147 км на північний захід від Брашова.

## Населення
За даними перепису населення 2002 року у селі проживали 48 осіб.
Національний склад населення села:
| Національність | Кількість осіб | Відсоток |
| -------------- | -------------- | -------- |
| румуни         | 29             | 60,4%    |
| угорці         | 19             | 39,6%    |

Рідною мовою назвали:
| Мова      | Кількість осіб | Відсоток |
| --------- | -------------- | -------- |
| румунська | 29             | 60,4%    |
| угорська  | 19             | 39,6%    |